# لويس واتسون (مغن مؤلف)
لويس واتسون (بالإنجليزية: Lewis Watson)‏ هو مغن مؤلف بريطاني، ولد في 19 أكتوبر 1992 في أكسفورد في المملكة المتحدة.

## وصلات خارجية
- الموقع الرسمي
- لويس واتسون على موقع ميوزك برينز (الإنجليزية)
- لويس واتسون على موقع ديسكوغز (الإنجليزية)